# 張子信
張 子信（ちょう ししん、生没年不詳）は、北魏末から北斉にかけての医師・天文学者。本貫は河内郡あるいは清河郡。

## 人物・逸話
子信は清らかで安定した性格であり、趣味として文学を渉猟した。若くして医術で名を知られ、白鹿山に隠れ住んだ。都の鄴に遊んで、魏収や崔季舒らの礼遇を受け、かれらによる「子信に贈答する詩」数篇があった。大寧年間、尚薬典御として召された。武平初年、太中大夫として召し出されたが、おりふしに山に帰ることを許され、鄴に常住しなかった。
子信は占卜を得意とした。武衛の奚永洛が子信と対座したとき、鵲が庭の樹で鳴いていたことから、子信はこれを叩き落とした。子信は「鵲の言は良くない兆しです。もし薄暮のころに西南からの風がやってきて、この樹を巡り、堂の角をはらうようなことがあれば、口舌による事変があります。今夜もし人が呼ぶことがあっても、決して行ってはいけません。勅命であっても病といって断りなさい」といった。子信が去った後、その言葉のような風が吹いた。この夜、琅邪王高儼が5回使者を派遣して勅命だといって奚永洛を召し出そうとした。奚永洛は行こうとしたが、その妻がこれを押しとどめて、落馬して腰を折ったと言い訳して行かせなかった。このとき朝廷に駆けつけた者は粛清の禍難に遭った。
北斉が滅びると、子信は死去した。

## 天文学的発見
子信は学芸に広く通じ、暦数に最も詳しかった。北魏末の葛栄の乱を避けて海島中に隠れ住み、三十数年に及んだ。渾天儀で太陽や月や5惑星を観測して差分を計算し、天体の運行について従来の理論と乖離するいくつかの現象を発見した。太陽の運行は春分の後に遅くなり、秋分の後に速くなっていた（日行盈縮の発見）。また日食の条件を発見したり、5惑星の運行速度が二十四節気と関連しているとする説を唱えたりした。

## 伝記資料
- 『北斉書』巻49 列伝第41
- 『北史』巻89 列伝第77
- 『隋書』巻20 志第15